# Porsche Junior
De Porsche Junior is een serie van tractoren die door het Duitse Porsche-Diesel van 1957 tot 1963 in Friedrichshafen aan het Bodenmeer werd geproduceerd. De Junior kreeg als bijnaam Bulldog, vanwege het kenmerkende motorgeluid.

## Geschiedenis
De Porsche Junior 108 werd in 1957 geïntroduceerd als opvolger van de Allgaier A111 en P111. Het model kreeg als aandrijving een luchtgekoelde viertakt eencilinder dieselmotor met een inhoud van 822 cc. Daarmee had de 108 een vermogen van 14 pk. De Junior had in totaal acht versnellingen (zes versnellingen vooruit en twee versnellingen achteruit) en bereikte een maximale rijsnelheid van 19,9 km/u. In 1961 volgde de Junior 109 de 108 op. De belangrijkste verbetering was de motorinhoud, die werd vergroot tot 875 cc. Het vermogen steeg naar 15 pk; de topsnelheid van de 109 bleef desondanks gelijk aan die van de 108.
Porsche-Diesel heeft van 108-model in totaal 23.000 stuks verkocht, van het 109-model 2.500 stuks.

## Varianten
| Varianten:                | Junior 108-4                       | Junior 108 K / KH                 | Junior 108 L / LH                 | Junior 108 S                      | Junior 108 V                      | Junior 109 G (V)                  |
| ------------------------- | ---------------------------------- | --------------------------------- | --------------------------------- | --------------------------------- | --------------------------------- | --------------------------------- |
| Motor:                    | eencilinder dieselmotor            | eencilinder dieselmotor           | eencilinder dieselmotor           | eencilinder dieselmotor           | eencilinder dieselmotor           | eencilinder dieselmotor           |
| Inhoud:                   | 822 cc                             | 822 cc                            | 822 cc                            | 822 cc                            | 822 cc                            | 875 cc                            |
| Vermogen:                 | 10,2 kW (14 pk)                    | 10,2 kW (14 pk)                   | 10,2 kW (14 pk)                   | 10,2 kW (14 pk)                   | 10,2 kW (14 pk)                   | 11 kW (15 pk)                     |
| Versnellingen:            | vier voorwaarts, vier achterwaarts | zes voorwaarts, twee achterwaarts | zes voorwaarts, twee achterwaarts | zes voorwaarts, twee achterwaarts | zes voorwaarts, twee achterwaarts | zes voorwaarts, twee achterwaarts |
| Spoorbreedte voor/achter: | 1250/1500 mm                       | 1250/1500 mm                      | 1250/1750 mm                      | 660/1160 mm                       | 1250/1500 mm                      | 1160/1500 mm                      |
| Wielbasis:                | 1557 mm                            | 1557 mm                           | 1838 mm                           | 1557 mm                           | 1557 mm                           | 1544 mm                           |
| Banden/velgen:            | 4.50-16 / 8-24                     | 4.50-16 / 8-24                    | 4.40-16 / 8-24                    | 4.00-16 / 8-24                    | 4.50-16 / 8-24                    | 4.50-16 / 8-24                    |
| Maten L × B × H:          | 2560 × 1460 × 1460 mm              | 2560 × 1460 × 1460 mm             | 2840 × 1464 × 1536 mm             | 2475 × 873 × 1440 mm              | 2560 × 1460 × 1460 mm             | 2560 × 1490 × 1500 mm             |
| Leeggewicht:              | 875 kg                             | 875 kg                            | 910 kg                            | 880 kg                            | 875 kg                            | 875 kg                            |
| Topsnelheid:              | 19,9 km/u                          | 19,9 km/u                         | 19,9 km/u                         | 19,9 km/u                         | 19,9 km/u                         | 19,9 km/u                         |

- De Junior 108 K was de standaard (korte) versie van de Junior. De motor was licht verbeterd ten opzichte van zijn voorganger, de P111, en leverde 14 pk in plaats van 12 pk. De tractor werd uitgerust met een hydrostop-inrichting, waardoor starten, stoppen of sturen zonder bestuurder direct op de tractor mogelijk was. De Junior 108 KH kreeg een hydraulische koppeling maar verschilde verder niet van het standaardmodel. Van de 108 K en KH was ook een versie met een langere wielbasis beschikbaar, de 108 L en LH.
- De Junior 108-4 (ook wel Junior 4 genoemd) was grotendeels identiek aan de Junior K. Deze had echter de vooras en de versnellingsbak overgenomen van het voorgaande model, de P111. De Junior 4 was ook verkrijgbaar in een korte en een lange versie, met een verschil in afmetingen van 15 centimeter in lengte en wielbasis. Het model is als eenmalige kleine serie van slechts 150 stuks geproduceerd.
- De Junior 108 S was een smalle versie van de Junior 108 K en kwam daar grotendeels mee overeen. Naast de kleinere breedte verschillen de modellen alleen optisch door andere spatborden, een smallere zitschaal en kortere koplampbeugels.
- De Junior 108 V was de kleinere, goedkopere en vereenvoudigde versie van de Junior 108 K.
- De Junior 109 G (V) had – naast een sterkere motor ten opzichte van de 108 – een iets verkleinde wielbasis en werd geleverd met stuurrem.

## Foto's

Porsche Junior
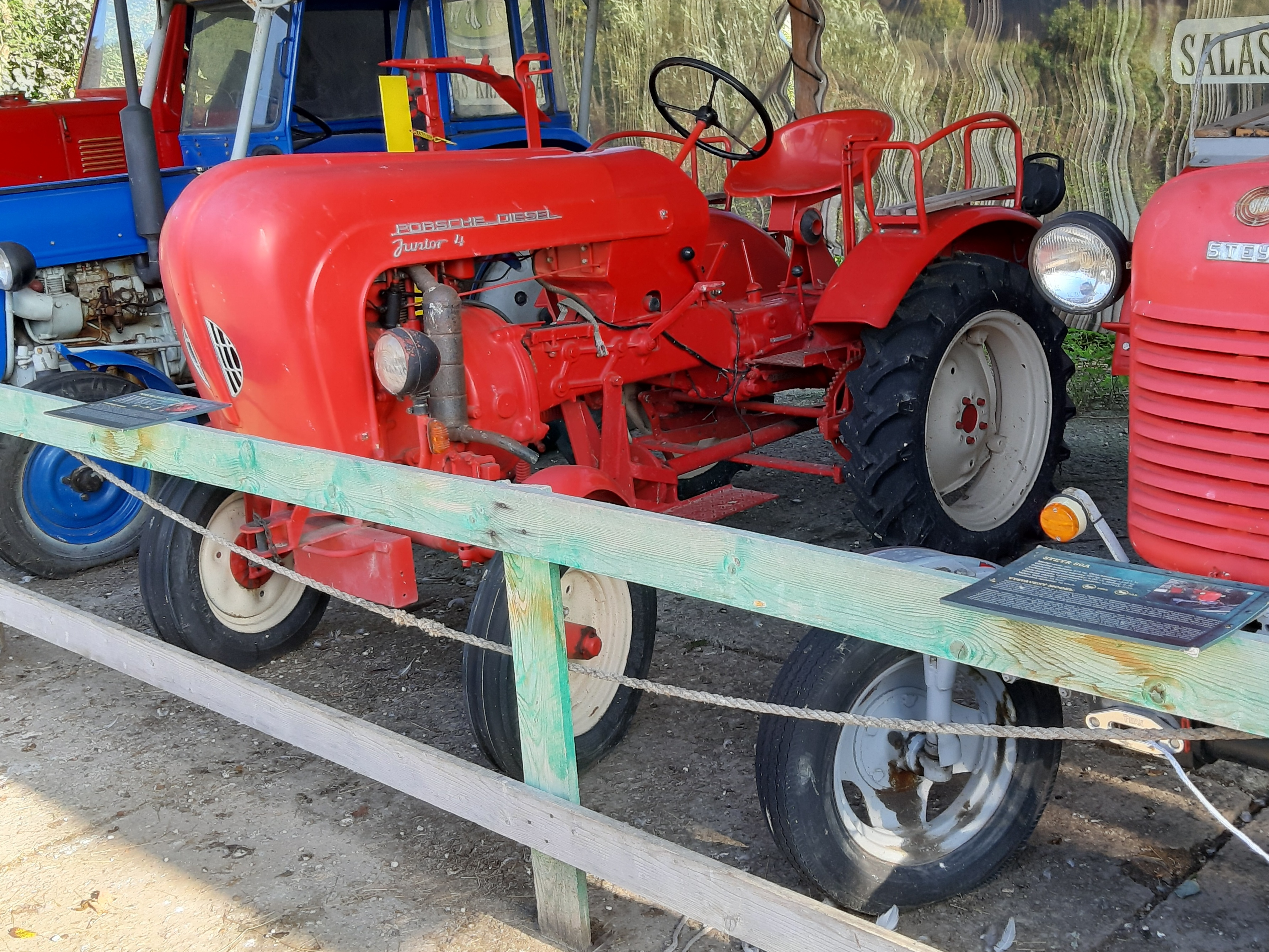
Een Porsche Junior 4
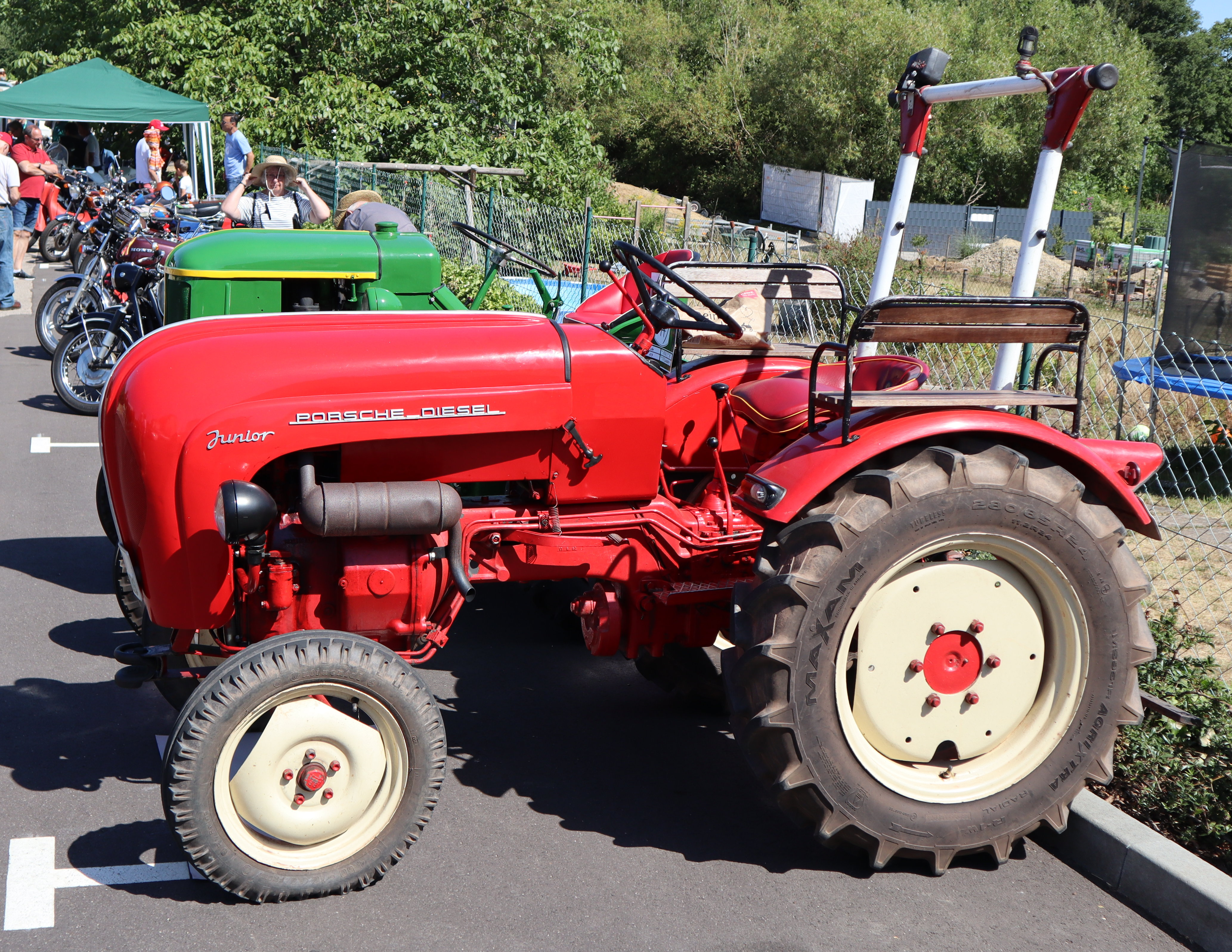
Een Porsche Junior 109
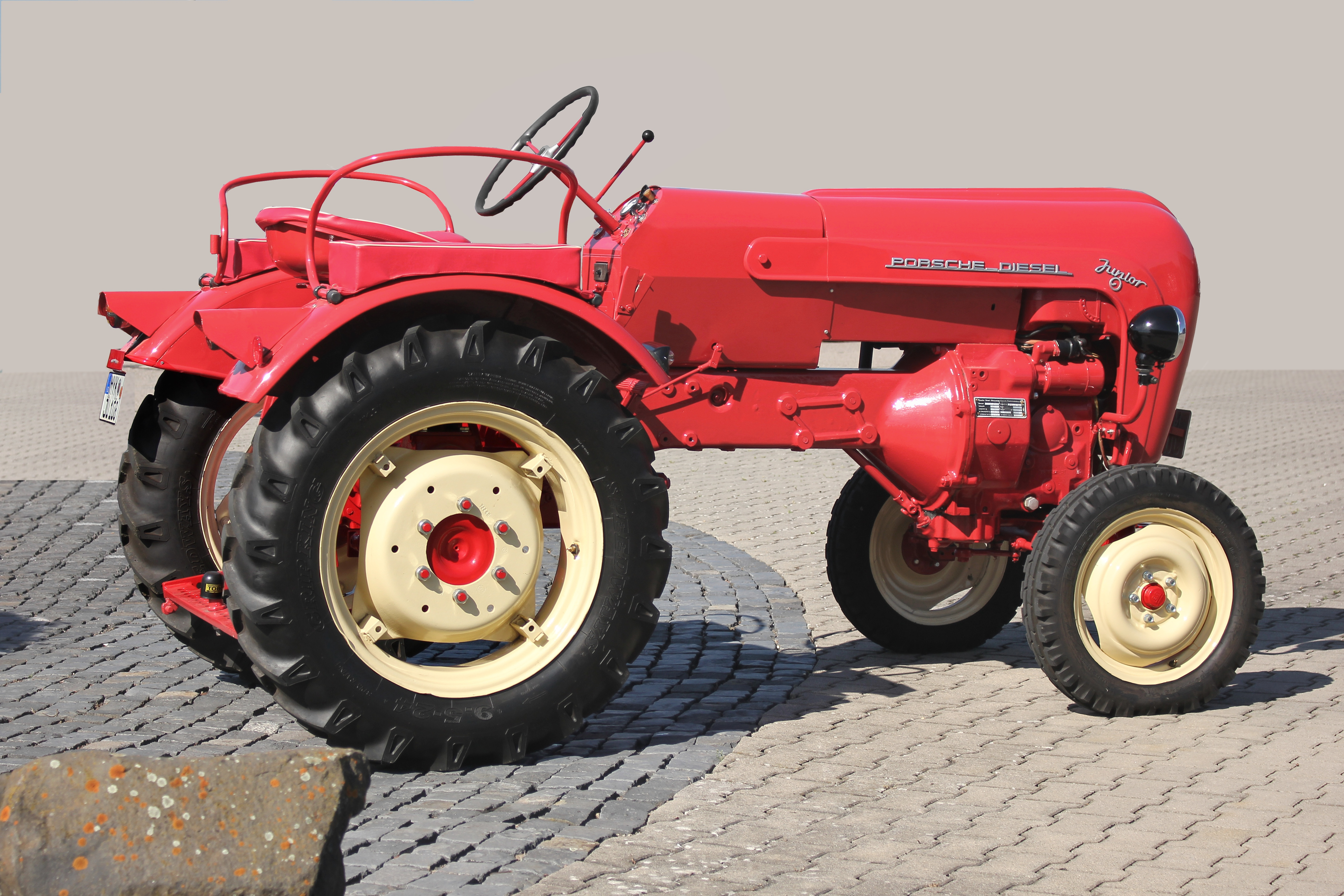
Een Porsche Junior 108 L
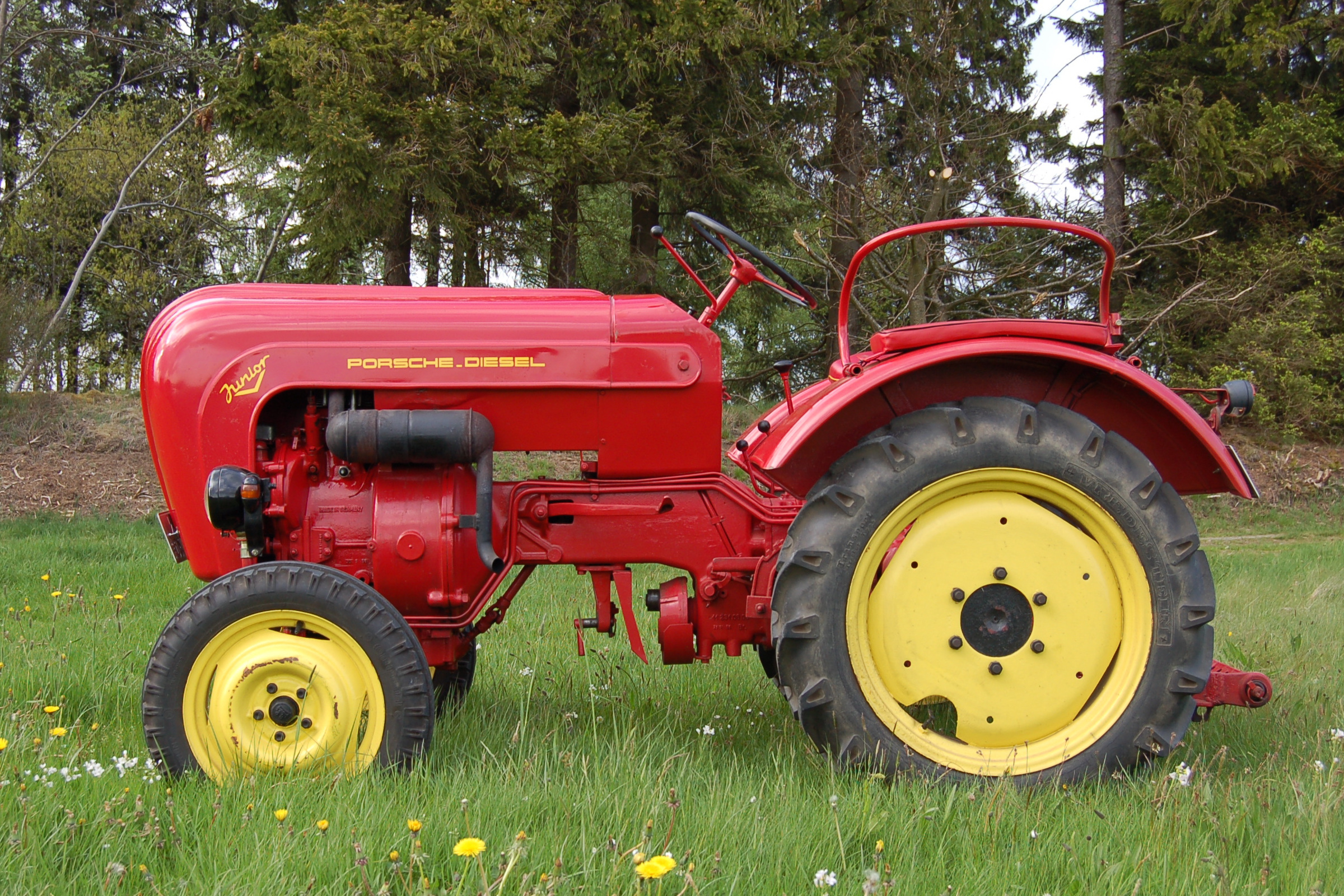
Een Porsche Junior 108 V
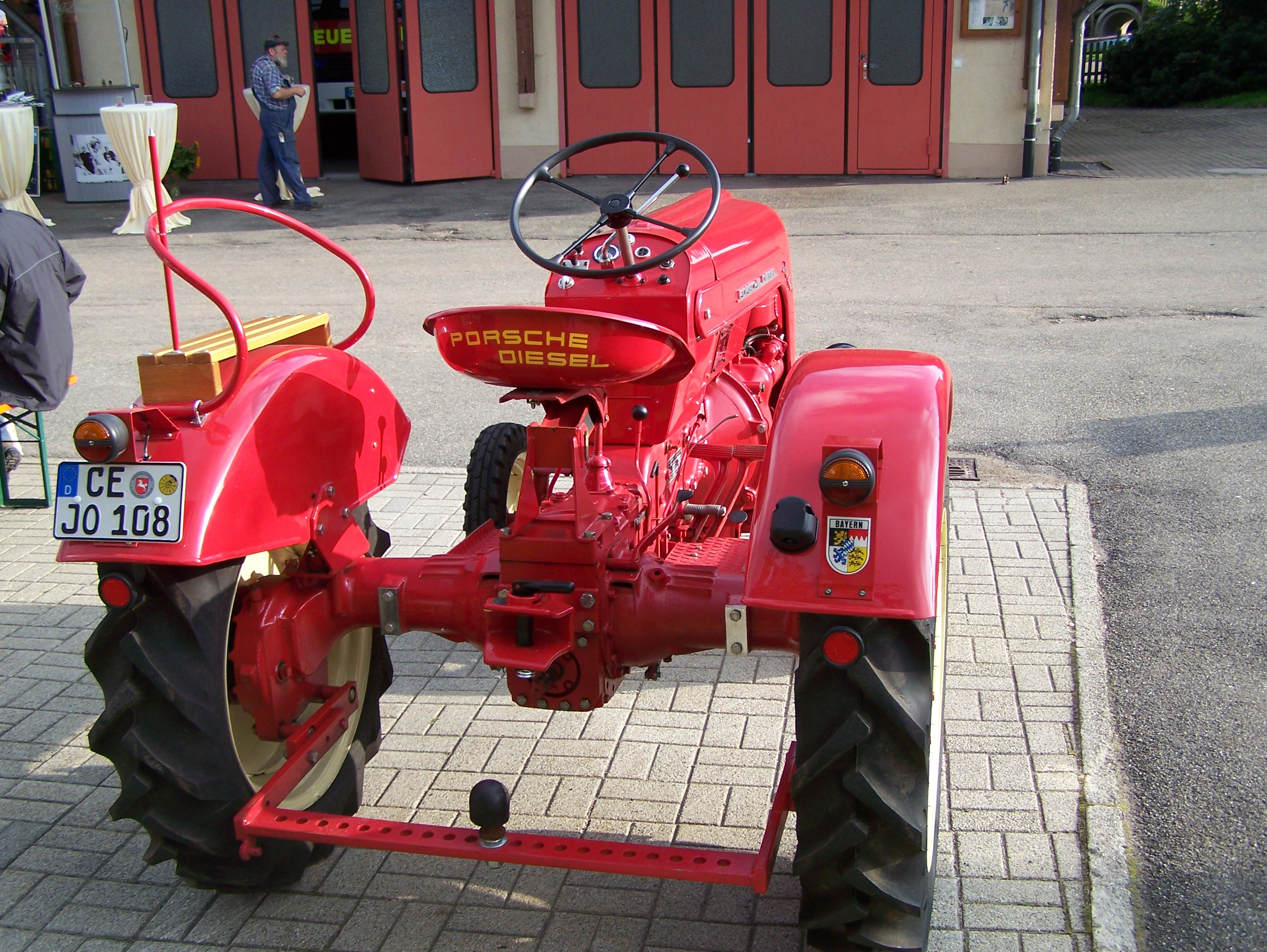
Een Porsche Junior 108
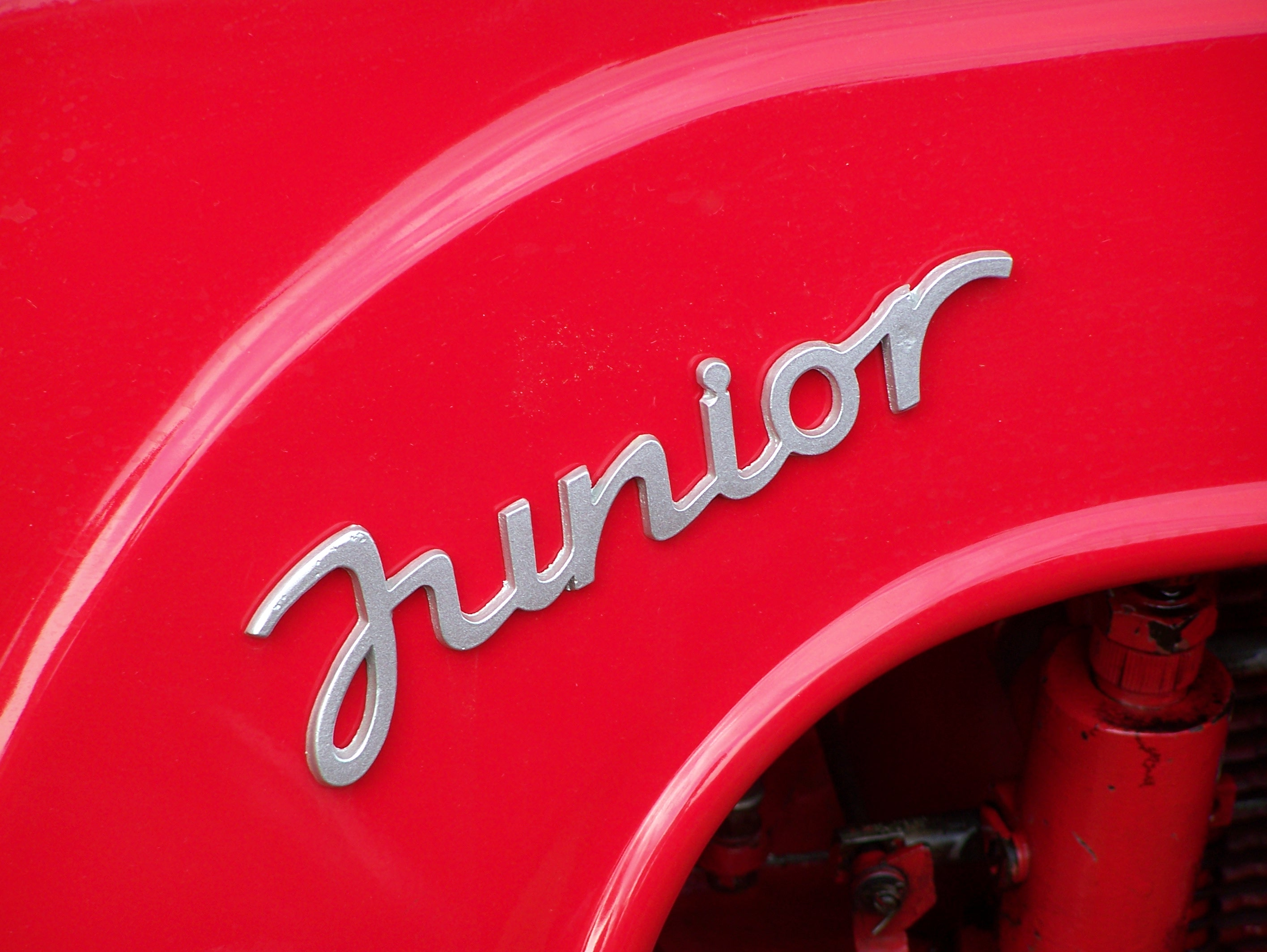
Het Junior-logo